# Give Out But Don’t Give Up
Give Out But Don’t Give Up — четвёртый студийный альбом шотландского музыкального коллектива Primal Scream, выпущенный в 1994 году.

## Список композиций
1. «Jailbird» — 3:46
2. «Rocks» — 3:37
3. «(I’m Gonna) Cry Myself Blind» — 4:30
4. «Funky Jam» — 5:24
5. «Big Jet Plane» — 4:15
6. «Free» — 5:30
7. «Call on Me» — 3:50
8. «Struttin'» — 8:29
9. «Sad and Blue» — 3:27
10. «Give Out But Don’t Give Up» — 6:16
11. «I’ll Be There for You» — 6:34
12. «Everybody Needs Somebody» — 5:22

## Участники записи
- Primal Scream:
  - Бобби Гиллеспи — вокал, тексты
  - Роберт Янг — гитара, тексты
  - Эндрю Иннес — гитара, тексты, продюсирование
  - Мартин Даффи — клавишные
  - Филлип Томанов — ударные
- Том Дауд — продюсер
- Джордж Дракулиас — сопродюсер («Jailbird», «Rocks», «(I’m Gonna) Cry Myself Blind», «Call on Me»), ремикширование («Jailbird», «Rocks», «(I’m Gonna) Cry Myself Blind»)
- Дэвид Бьянко — сопродюсер («Jailbird», «Rocks», «(I’m Gonna) Cry Myself Blind»)
- Mike E. Clark — сопродюсер («Funky Jam», «Free», «Give Out But Don’t Give Up»)
- Denise Johnson — вокал («Funky Jam», «Free», «Give Out But Don’t Give Up»)
- Джордж Клинтон — вокал («Funky Jam», «Give Out But Don’t Give Up»), продюсирование («Funky Jam», «Free», «Give Out But Don’t Give Up»)
- Brendan Lynch — ремикширование («Struttin'»)
- David Hood, Джордж Дракулиас, Henry Olsen, Marco Nelson — бас-гитара
- Джордж Дракулиас, Roger Hawkins, Tony Brock — ударные
- Charlie Jacobs — губная гармоника
- The Memphis Horns (Andrew Love , Wayne Jackson) — валторна
- Amp Fiddler, Benmont Tench, Jim Dickinson — клавишные
- David Minnick, Greg Morrow — перкуссия
- Jackie Johnson, Susan Marshall — вокал
- Jeff Powell — звукорежиссёр
- Jeffrey Reed — звукорежиссёр
- Eddie Hazel, Mark Bown, Grant Fleming — фотографы
- Уильям Эглстон — оформление обложки